# Unione Sportiva Palermo 1954-1955
Questa voce raccoglie le informazioni riguardanti l'Unione Sportiva Palermo nelle competizioni ufficiali della stagione 1954-1955.

## Stagione
Neoretrocesso in Serie B, il Palermo ottiene un 13º posto nel campionato 1954-1955, salvandosi per soli 3 punti da quella che sarebbe stata la seconda retrocessione consecutiva. I cannonieri della squadra sono Franco Maselli e Angelo Turconi con 6 reti.

## Rosa
| N. |                   | Ruolo | Calciatore              |
| -- | ----------------- | ----- | ----------------------- |
|    | Italia (bandiera) | P     | Carlo Alberto Cernuschi |
|    | Italia (bandiera) | P     | Ranieri Galluzzo        |
|    | Italia (bandiera) | D     | Giovanni Ballico        |
|    | Italia (bandiera) | D     | Mario Boldi             |
|    | Italia (bandiera) | D     | Pietro Bettoli          |
|    | Italia (bandiera) | C     | Franco Maselli          |
|    | Italia (bandiera) | C     | Renato Martini          |
|    | Italia (bandiera) | C     | Franco Carradori        |
|    | Italia (bandiera) | C     | Angelo Turconi          |
|    | Italia (bandiera) | C     | Alberto Piccinini       |

| N. |                      | Ruolo | Calciatore        |
| -- | -------------------- | ----- | ----------------- |
|    | Italia (bandiera)    | C     | Luciano Marchetti |
|    | Italia (bandiera)    | C     | Giuseppe Pomati   |
|    | Italia (bandiera)    | C     | Francesco Russo   |
|    | Italia (bandiera)    | C     | Giovanni Groppo   |
|    | Italia (bandiera)    | A     | Dante Di Maso     |
|    | Italia (bandiera)    | A     | Carlo Lucchesi    |
|    | Argentina (bandiera) | A     | Enrique Martegani |
|    | Italia (bandiera)    | A     | Leto Prunecchi    |
|    | Italia (bandiera)    | A     | Ugo Trabattoni    |
|    | Italia (bandiera)    | A     | Vizia             |

## Risultati

### Campionato

#### Girone di andata
| 19 settembre 1954 1ª giornata | Modena | 1 – 0 | Palermo |  |

| 8 novembre 1954 2ª giornata | Palermo | 0 – 2 | Lanerossi Vicenza |  |

| 3 ottobre 1954 3ª giornata | Palermo | 2 – 0 | Monza |  |

| 10 ottobre 1954 4ª giornata | Treviso | 2 – 1 | Palermo |  |

| 17 ottobre 1954 5ª giornata | Brescia | 0 – 0 | Palermo |  |

| 24 ottobre 1954 6ª giornata | Palermo | 0 – 1 | Legnano |  |

| 31 ottobre 1954 7ª giornata | Palermo | 3 – 0 | Verona |  |

| 7 novembre 1954 8ª giornata | Padova | 2 – 2 | Palermo |  |

| 14 novembre 1954 9ª giornata | Parma | 3 – 2 | Palermo |  |

| 21 novembre 1954 10ª giornata | Palermo | 1 – 1 | Messina |  |

| 12 dicembre 1954 11ª giornata | Alessandria | 0 – 1 | Palermo |  |

| 19 dicembre 1954 12ª giornata | Como | 0 – 1 | Palermo |  |

| 26 dicembre 1954 13ª giornata | Palermo | 1 – 0 | Arsenaltaranto |  |

| 14 ottobre 1954 14ª giornata | Cagliari | 2 – 1 | Palermo |  |

| 9 gennaio 1955 15ª giornata | Palermo | 3 – 0 | Pavia |  |

| 23 gennaio 1955 16ª giornata | Palermo | 0 – 0 | Marzotto Valdagno |  |

| 30 gennaio 1955 17ª giornata | Salernitana | 2 – 2 | Palermo |  |

#### Girone di ritorno
| 6 febbraio 1955 18ª giornata | Palermo | 1 – 1 | Modena |  |

| 13 febbraio 1955 19ª giornata | Lanerossi Vicenza | 3 – 0 | Palermo |  |

| 20 febbraio 1955 20ª giornata | Simmenthal-Monza | 2 – 1 | Palermo |  |

| 27 febbraio 1955 21ª giornata | Palermo | 0 – 0 | Treviso |  |

| 6 marzo 1955 22ª giornata | Palermo | 1 – 0 | Brescia |  |

| 13 marzo 1955 23ª giornata | Legnano | 2 – 1 | Palermo |  |

| 20 marzo 1955 24ª giornata | Verona | 3 – 1 | Palermo |  |

| 3 aprile 1955 25ª giornata | Palermo | 0 – 2 | Padova |  |

| 10 aprile 1955 26ª giornata | Palermo | 2 – 1 | Parma |  |

| 17 aprile 1955 27ª giornata | Messina | 1 – 1 | Palermo |  |

| 24 aprile 1955 28ª giornata | Palermo | 1 – 0 | Alessandria |  |

| 1º maggio 1955 29ª giornata | Palermo | 1 – 1 | Como |  |

| 8 maggio 1955 30ª giornata | Arsenaltaranto | 1 – 0 | Palermo |  |

| 15 maggio 1955 31ª giornata | Palermo | 3 – 3 | Cagliari |  |

| 22 maggio 1955 32ª giornata | Pavia | 0 – 2 | Palermo |  |

| 5 giugno 1955 33ª giornata | Marzotto Valdagno | 4 – 2 | Palermo |  |

| 12 giugno 1955 34ª giornata | Palermo | 1 – 3 | Salernitana |  |

## Statistiche

### Statistiche di squadra
| Competizione | Punti | In casa | In casa | In casa | In casa | In casa | In casa | In trasferta | In trasferta | In trasferta | In trasferta | In trasferta | In trasferta | Totale | Totale | Totale | Totale | Totale | Totale | DR |
| Competizione | Punti | G       | V       | N       | P       | Gf      | Gs      | G            | V            | N            | P            | Gf           | Gs           | G      | V      | N      | P      | Gf     | Gs     | DR |
| ------------ | ----- | ------- | ------- | ------- | ------- | ------- | ------- | ------------ | ------------ | ------------ | ------------ | ------------ | ------------ | ------ | ------ | ------ | ------ | ------ | ------ | -- |
| Serie B      | 30    | 17      | 7       | 6       | 4       | 20      | 15      | 17           | 3            | 4            | 10           | 18           | 28           | 34     | 10     | 10     | 14     | 38     | 43     | -5 |

### Statistiche dei giocatori
| Giocatore     | Serie A  | Serie A |
| Giocatore     | Presenze | Reti    |
| ------------- | -------- | ------- |
| G. Ballico    | 25       | 0       |
| P. Bettoli    | 33       | 0       |
| M. Boldi      | 12       | 0       |
| F. Carradori  | 28       | 3       |
| C. Cernuschi  | 17       | -18     |
| D. Di Maso    | 11       | 1       |
| R. Galluzzo   | 17       | -25     |
| G. Groppo     | 1        | 0       |
| C. Lucchesi   | 22       | 5       |
| L. Marchetti  | 32       | 0       |
| E. Martegani  | 32       | 3       |
| R. Martini    | 28       | 0       |
| F. Maselli    | 23       | 6       |
| A. Piccinini  | 13       | 1       |
| G. Pomati     | 15       | 4       |
| L. Prunecchi  | 17       | 1       |
| F. Russo      | 9        | 0       |
| U. Trabattoni | 13       | 4       |
| A. Turconi    | 16       | 6       |
| R. Vizia      | 10       | 2       |